# Богдан Думков
Богдан Георгиев Думков е български комунист, революционер, деец на Вътрешната македонска революционна организация (обединена) и офицер, генерал-майор от Държавна сигурност.

## Биография
Роден е на 6 август 1912 година в сярското село Горно Броди, тогава в Османската империя. Баща му Георги Думков е деец на Вътрешната македонска революционна организация, съратник на Димо Хаджидимов, а майка му Василка е учителка. През 1926 година завършва основно образование, а след това до 1931 година учи в София в механо-техническа гимназия, където учител му е бил Христо Ясенов. Става член на Работническия младежки съюз в 1929 година и на Българската комунистическа партия в 1931 година. Членува и във въздържателно дружество. Член е и на ВМРО (обединена) от 1930 година. Там е член на ръководството на едно от дружествата и на Софийския комитет на ВМРО (обединена). Според биографията му помага за разкриване на промъкналия се в Областния комитет на ВМРО (обединена) „върховистки и фашистки агент“ Васил Хаджикимов. От 1933 година е стажант-техник в жп работилница в София. На 14 юни 1934 година е арестуван в печатницата на РМС и осъден на 5 години затвор. Прекарва ги в Старозагорския (до 1937) и Сливенския затвор (до 1937), където е член на ръководството на комунистическата партия. Според собствената му автобиография е под влияние на левосектантски идеи. Освободен е през 1937 година и започва работа като шлосер-механик. Изкарва наборната си служба в трудови войски в Тухларната фабрика. Уволнява се през 1940 година. Извършва комунистическа дейност в квартал „Разсадника“ в София. Работи като техник-машинист в Оловни мини-Златоград. От там е уволнен за организиране на стачка. По-късно започва работа в дъскорезница в Якоруда по указание на Тодор Прахов, Иван Маслов и Никола Белопитов. Там вдига стачка и отново е арестуван, но по-късно освободен. Живее известно време нелегално. През това време контактува с Георги Минчев и Васил Марков и подпомага снабдяването с боеприпаси и минноподривната дейност на партизаните. По време на Втората световна война е на работа в дружество „Бекоп“ и техник във фабрика „Виктория“, а впоследствие в минни проучвания. През февруари 1944 година е мобилизиран в Бронираната бригада, откъдето изнася оръжие за партизаните.
Непосредствено след Деветосептемврийския преврат от 1944 година работи във Военния отдел на Областния комитет на БКП в София, а през октомври е назначен в РО-2 Разузнавателния отдел на Министерството на войната „за подсилването му с комунисти“, където се включва в чистките в армията. В началото на 1945 година е уволнен от Разузнавателния отдел от неговия началник Петър Вранчев, тъй като изнася служебна информация към Държавна сигурност. През март е изпратен като инструктор в областния партиен комитет в Горна Джумая, но след ходатайства е върнат в София по семейни причини на 31 октомври 1945 година. е назначен за инспектор в Държавна сигурност.
Изкарва четири семестъра в Стопанския факултет на Софийския университет и завършва Висшата школа на Министерството за държавна сигурност в Москва.
През 1946 година Думков е повишен в главен инспектор и през следващите години преминава през поредица от длъжности – областен началник на Държавна сигурност – София от май 1947 година, областен началник на МВР – София през 1947, началник на Отделение „Охрана“ от ноември 1947 година, секторен началник на Държавна сигурност – София от януари 1949 година, началник на Шести отдел (технически) от януари 1950 година. През август 1950 година Богдан Думков оглавява политическата полиция – първоначално като Първи отдел, а от 1952 година – Трето управление (секретно-политическо) на Държавна сигурност. От 14 септември 1954 година е генерал-майор. През януари 1959 година е прехвърлен начело на Второ управление (контраразузнавателно).
През август 1962 година Богдан Думков е назначен под прикритието на секретар на българското посолство в Източна Германия с разузнавателна цел. През следващите години работи в системата на Министерството на външните работи.
Богдан Думков умира през 2004 година. Награждаван е с орден „9 септември 1944 г.“ – III степен, „9 септември 1944 г.“ – II степен с мечове, медал „За боева заслуга“ и други.